# Kristian Hlynsson
Kristian Nökkvi Hlynsson (Odense, 23 januari 2004) is een IJslands voetballer die als middenvelder voor FC Twente speelt. Zijn oudere broer, Ágúst Hlynsson, speelt voor Akademisk BK.

## Clubcarrière

### Breiðablik Kópavogur
Kristian Hlynsson speelde in de jeugd van Breiðablik Kópavogur, waar hij in het seizoen 2019 één wedstrijd in het eerste elftal speelde. Dit was op 28 september 2019, in de met 1-2 verloren thuiswedstrijd tegen KR Reykjavík.

### Ajax
In februari 2020 vertrok hij naar AFC Ajax, om aan te sluiten bij het jeugdelftal O16. Hij debuteerde voor Jong Ajax op 7 december 2020, in de met 1-1 gelijkgespeelde thuiswedstrijd tegen FC Eindhoven.
Op 15 december 2021 maakte hij zijn eerste doelpunt tijdens zijn debuut voor het eerste team van Ajax in de KNVB Beker-wedstrijd tegen BVV Barendrecht. Hierna bleef hij voor Jong Ajax spelen.
Zijn doorbraak voor het eerste elftal van Ajax volgde in seizoen 2023/24, in een elftal dat de competitie zeer slecht startte en na 29 oktober korte tijd de laatste plaats van de ranglijst bezette. Zijn debuut in de Eredivisie volgde op 19 augustus 2023, als invaller tijdens de uitwedstrijd tegen Excelsior (2-2). Zijn basisdebuut voor het eerste elftal maakte hij op 3 september 2023, tegen Fortuna Sittard. Op 26 oktober 2023 debuteerde hij in een Europees toernooi, als invaller in de verloren uitwedstrijd tegen Brighton in de Europa League. Op 21 december werd hij met Ajax uitgeschakeld in het KNVB Bekertoernooi door de amateurs van USV Hercules. In de rest van het seizoen kreeg hij vaak een basisplaats, meestal achter de spits, maar soms ook als rechtsbuiten.

### Verhuur aan Sparta Rotterdam
In de eerste helft van seizoen 2024/25 kreeg Hlynsson onder de nieuwe trainer Francesco Farioli minder speeltijd dan in het voorgaande seizoen. Eind januari werd hij voor de rest van het seizoen verhuurd aan Sparta Rotterdam. Hij wilde graag herenigd worden met oud-coach Maurice Steijn. Hij debuteerde op 2 februari 2025, tegen FC Groningen (1-0). Op 2 maart maakte hij zijn eerste goal voor de Rotterdammers, tegen Willem II (4-0), op aangeven van Mike Kleijn.

### FC Twente
Op 8 juli 2025 werd bekendgemaakt dat FC Twente Hlynsson per direct overnam van Ajax, Hlynsson tekende in Enschede een contract tot medio 2029.

## Clubstatistieken

### Beloften
| Seizoen        | Club           | Competitie     | Competitie | Competitie | Totaal | Totaal |
| Seizoen        | Club           | Competitie     | Wed.       | Dlp.       | Wed.   | Dlp.   |
| -------------- | -------------- | -------------- | ---------- | ---------- | ------ | ------ |
| 2020/21        | Jong Ajax      | Eerste divisie | 6          | 0          | 6      | 0      |
| 2021/22        | Jong Ajax      | Eerste divisie | 30         | 2          | 30     | 2      |
| 2022/23        | Jong Ajax      | Eerste divisie | 37         | 11         | 37     | 11     |
| 2023/24        | Jong Ajax      | Eerste divisie | 7          | 3          | 7      | 3      |
| 2024/25        | Jong Ajax      | Eerste divisie | 7          | 1          | 7      | 1      |
| Club totaal    | Club totaal    | Club totaal    | 87         | 17         | 87     | 17     |
| Carrièretotaal | Carrièretotaal | Carrièretotaal | 87         | 17         | 87     | 17     |

Bijgewerkt op 5 juli 2025.

### Senioren
| Seizoen        | Club               | Competitie     | Competitie | Competitie | Beker | Beker | Internationaal | Internationaal | Totaal | Totaal |
| Seizoen        | Club               | Competitie     | Wed.       | Dlp.       | Wed.  | Dlp.  | Wed.           | Dlp.           | Wed.   | Dlp.   |
| -------------- | ------------------ | -------------- | ---------- | ---------- | ----- | ----- | -------------- | -------------- | ------ | ------ |
| 2019           | Breiðablik         | Úrvalsdeild    | 1          | 0          | 0     | 0     | 0              | 0              | 1      | 0      |
| 2021/22        | Ajax               | Eredivisie     | 0          | 0          | 2     | 2     | 0              | 0              | 2      | 2      |
| 2022/23        | Ajax               | Eredivisie     | 0          | 0          | 0     | 0     | 0              | 0              | 0      | 0      |
| 2023/24        | Ajax               | Eredivisie     | 25         | 7          | 1     | 0     | 8              | 0              | 34     | 7      |
| 2024/25        | Ajax               | Eredivisie     | 4          | 1          | 1     | 0     | 4              | 0              | 9      | 1      |
| 2024/25        | → Sparta Rotterdam | Eredivisie     | 14         | 2          | 0     | 0     | 0              | 0              | 14     | 2      |
| Carrièretotaal | Carrièretotaal     | Carrièretotaal | 44         | 10         | 4     | 2     | 12             | 0              | 60     | 12     |

Bijgewerkt op 5 juli 2025.